# Karl Raphael Dorr
Karl Raphael Dorr (geboren als Karl Dominik Alois Rudolf Dorr, * 10. August 1905 in Brunn am Gebirge; † 5. März 1964 in Wien) war Dompfarrer in der Dompfarre St. Stephan in Wien.

## Leben
Karl Dorr ist der Sohn des Rudolf Dorr, eines Volksschullehrers in Maria Enzersdorf, und Christine Leeb.
Er besuchte das Gymnasium in Mödling und das Gymnasium in Hollabrunn als Bewohner des erzbischöflichen Knabenseminar Hollabrunn. Er studierte Katholische Theologie an der Universität Wien und zu staatswissenschaftlichen Vorlesungen die Universität Münster. Am 13. Juli 1930 in Wien zum Priester geweiht.
Nach dem Studium war Karl Dorr vier Jahre Kaplan in Laa an der Thaya und danach bis 1936 in Wien-Mariahilf an der Laimgrubenkirche.
Ab 1930 arbeitete er neben anderen Priestern am Aufbau der Katholischen Aktion (KA) als ein in Unterordnung tätiges Laienapostolat zur klerikalen Hierarchie, wobei damit eine weitreichende Zurückdrängung der autonomen katholischen Verbände betrieben wurde. 1932 reiste er mit dem späteren Generalsekretär Leopold Engelhart nach Italien, um die dortige umgebaute Katholische Aktion unter faschistischen Verhältnissen zu erkunden, nach der Rückkehr wurden beide mit dem dazugekommenen Karl Rudolf für eine analoge Struktur der KA wie in Italien aktiv.
Die Struktur der KA wurde klar der Hierarchie untergeordnet und nach Pfarren, Dekanaten und Diözesen und nach Ständen organisiert, dabei wurde Dorr 1934 der Leiter der Kinderseelsorge und 1936 Leiter der Jugendseelsorge der Erzdiözese Wien.
Am 1. Juli 1936 wurde Dorr zum Domprediger und Domvikar zu St. Stephan ernannt wie auch zum Leiter der Hofburgkapelle bestimmt, Funktionen die er auch im Zuge des sogenannten Anschluss Österreichs an Hitler-Deutschland beibehalten konnte. 1941 verfasste er mit Karl Rudolf die Druckschrift Missionserneuerung in einer Auflage von 5000 Exemplaren, welche vom NS-Staat verboten wurde. Am 22. Juni 1941, mit Beginn des Deutsch-Sowjetischen Krieges, wurde über Dorr ein sogenanntes Gauverbot verhängt.
Dorr zog zuerst nach Tübingen, um dort an der Theologischen Fakultät der Universität Freiburg i. Br. zu studieren, wo er am 18. Juli 1942 zum Doktor der Theologie promovierte. In den folgenden Kriegsjahren lebte und arbeitete er als Seelsorger in Weitingen, nunmehr Gemeinde Eutingen im Gäu im Landkreis Freudenstadt in Baden-Württemberg.
Mit dem Ende des Krieges kehrte Dorr nach Wien zurück und nahm dabei den Gebrauch den zweiten Vornamen Raphael an und war wieder Seelsorger zu St. Stephan. Zum 30. November 1948 wurde durch Erzbischof Kardinal Theodor Innitzer die Dompfarre St. Stephan sui juris errichtet, dabei wurde das Eigentum am Domgebäude zu einer Körperschaft des öffentlichen Rechts und Dorr wurde am 15. Dezember 1948 zum Dompfarrer ernannt, 1952 erhielt er den Titel Ehrendomherr und zum 13. Jänner 1953 wurde Dorr in das Domkapitel Wien berufen, wo er die Funktion eines Canonicus theologus erhielt und ein Wirklicher Erzbischöflicher Konsistorialrat wurde. Am 1. Juni 1960 wurde er zum Stadtdechnat für den 1. Bezirk Wiens ernannt, im Ende 1960 wurde er Päpstlicher Hausprälat und zum Fach Pastoraltheologie zum Erzbischöflichen Prüfungskommissär bei Rigorosen an der Wiener Theologischen Fakultät bestimmt.
Ab 1945 widmete sich Dorr der Seelsorge beim Dom und ab 1948 als Dompfarrer der Dompfarre. Seine erste große Sache waren 1946 öffentliche Exerzitien, an denen rund 3000 Personen teilnahmen, woraus das Wiener Oratorium entstand, welches engagierte Laien in größere religiös-künstlerische Veranstaltungen mit einer Predigt versammelte. Bis zur Eröffnung des kriegsbeschädigten Doms fanden die Veranstaltungen zumeist in der Kirche am Hof statt.
Exkurs: Dorr war ein begnadeter Prediger, welche zumeist eine eigene Hörergemeinde haben. In Wien gab es in den fünfziger und frühen sechziger Jahren drei begabte Prediger, die jeweils eine eigene Anhängerschaft hatten. Also Dorr und als weiterer Domprediger und Akademikerseelsorger Otto Mauer und als dritten den Dominikanerpater Diego Götz. Die jeweiligen Anhänger wurden vom Volksmund als Dorr-Röschen, Mauer-Blümchen und Götzen-Diener bezeichnet.
Dorr engagierte sich stark für den Wiederaufbau des Stephansdoms. Nachdem der Dachstuhl fertig war, und das Gewölbe des Albertinischen Chores wieder hergestellt war, wurde der Wiener Neustädter Altar provisorisch auf den Platz des Hochaltares gestellt, und der Dom am 19. Dezember 1948 feierlich neu in die Nutzung genommen. 1963/1964 wurde eine Domherrengruft in den sogenannten Katakomben eingerichtet.
Dorr predigte am Silvester 31. Dezember 1963 zu den Letzten Dingen. Nach 65 Tage erlag er in seiner Wohnung im Curhaus am Stephansplatz an einem Herzinfarkt. Er wurde in der Domherrengruft des Domes beigesetzt, eine Gedenktafel nennt seine Verdienste beim Wiederaufbau des Domes.

## Anerkennungen

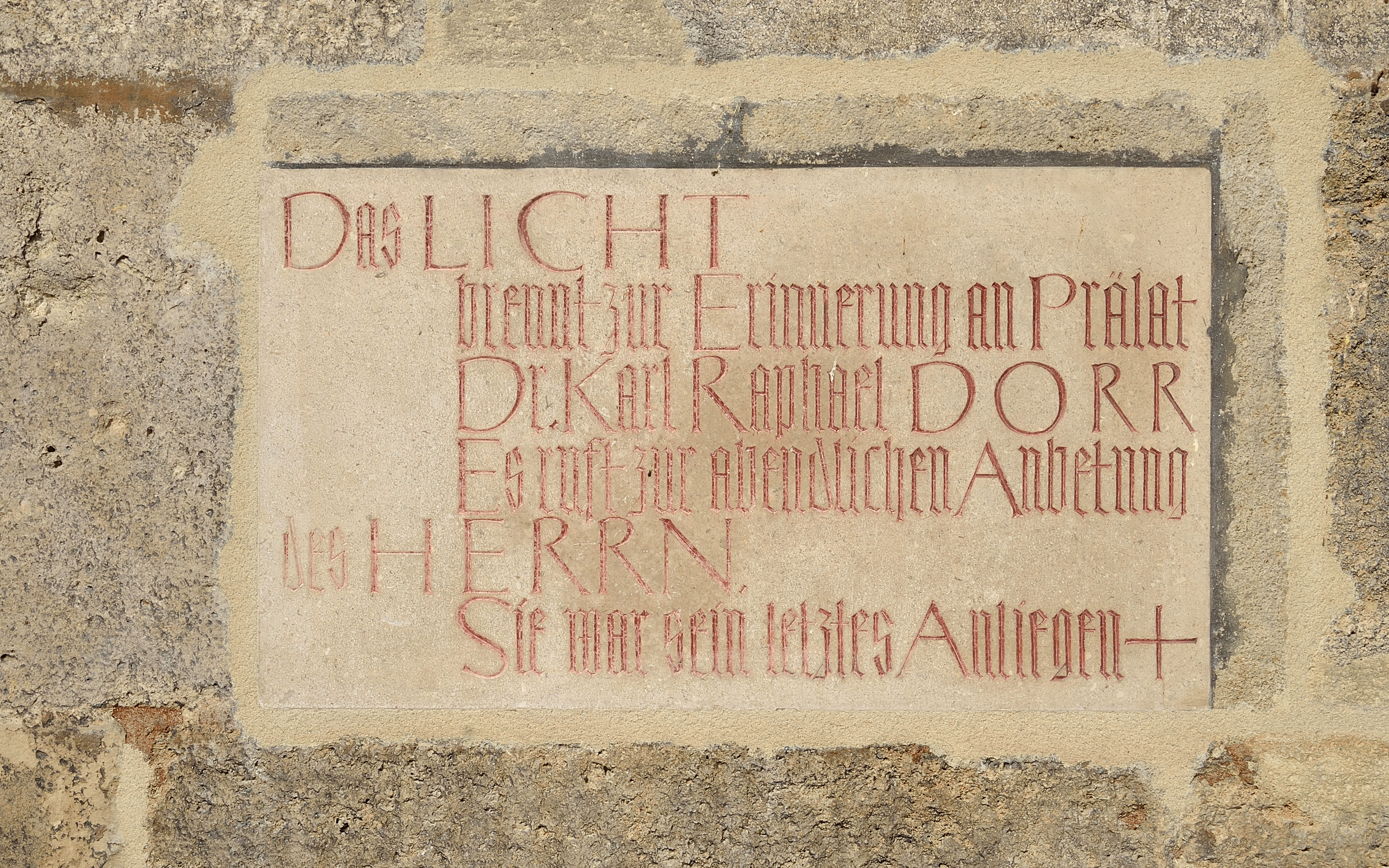
Gedenktafel am Stephansdom

- Am Stephansdom wurden zwei Gedenktafeln an der Außenseite angebracht.
- Österreichisches Ehrenkreuz für Wissenschaft und Kunst I. Klasse, Unterrichtsminister Heinrich Drimmel für die besonderen Verdienster um St. Stephan
- Doktor-Karl-Dorr-Straße in Brunn am Gebirge
- Prälat-Dorr-Straße im Ortsteil Weitingen, Eutingen im Gäu

## Publikationen (Auswahl)
- Der Mensch im Beichtgeschehen : ein Beitrag zur Überwindung der anthropologischen Krisis in der heutigen Beichtpraxis, Tübingen, Univ., Diss., 1943
- Der österreichische Katholik. Vier Imperative. Eine Rede von Domprediger Dr. Karl Dorr, gehalten am 27. Oktober 1946 bei der Festakademie der Katholischen Aktion im Großen Saal des Wiener Musikvereins, Wiener Kirchenblattverlag, Wien 1947, 16 Seiten.
- Kanzelreden, Bd. 1: Bergpredigt in diese Zeit (Wien 1966).
- Kanzelreden, Bd. 2: Das Wort hören und vollziehen (Wien 1967).